# Hornkiesel
Als Hornkiesel (auch "Präparat 501") wird ein pseudowissenschaftliches Präparat in der biologisch-dynamischen Landwirtschaft bezeichnet.

## Rezeptur
Ein zu Pulver zermahlener Bergkristall (Quarz-Mineralien) wird in ein Kuhhorn gefüllt und den Sommer über in der Erde vergraben. Dann werden 2–4 g des Präparats in einem Fass (bevorzugt: Holz, nicht elektrochemisch gebeizter Edelstahl, Kupfer und Tongefäße) mit Wasser eine Stunde lang verrührt und, nach dem Einsetzen des Pflanzenwachstums, über dem Land versprüht (10 - 50 Liter/ha).
Dies soll der Wirkung des warmen Sonnenscheins entsprechen und Aroma und Haltbarkeit des Lebensmittels steigern.
Die Wirkung dieses Präparates wird aus Sicht der Lehrmeinung der Anthroposophie erklärt, die von Rudolf Steiner um 1924 begründet wurde.
Eine Wirkung ist nicht belegt. Eine naturwissenschaftliche Erklärung für eine vermeintliche Wirkung existiert nicht.

## Anwendung
Hornkiesel und Hornmist sind obligatorischer Bestandteil der demeter Landwirtschaft.